# ZIL-164
 (juin 2021).
Si vous disposez d'ouvrages ou d'articles de référence ou si vous connaissez des sites web de qualité traitant du thème abordé ici, merci de compléter l'article en donnant les références utiles à sa vérifiabilité et en les liant à la section « Notes et références ».
Le ZIL-164 (russe : ЗИЛ-164) était un camion à deux essieux construit par le constructeur automobile soviétique Zavod Imeni Likhatchiova de 1957 à 1965. Il fut le successeur du ZIS-150 et fut remplacé par le ZIL-130 au fin de la période de production. Le ZIL-157 à trois essieux à traction intégrale utilisait des composants du camion, en particulier la même cabine. Sous la désignation ZIL-166, les véhicules étaient fabriqués pour fonctionner avec divers carburants gazeux.

## Historique du véhicule

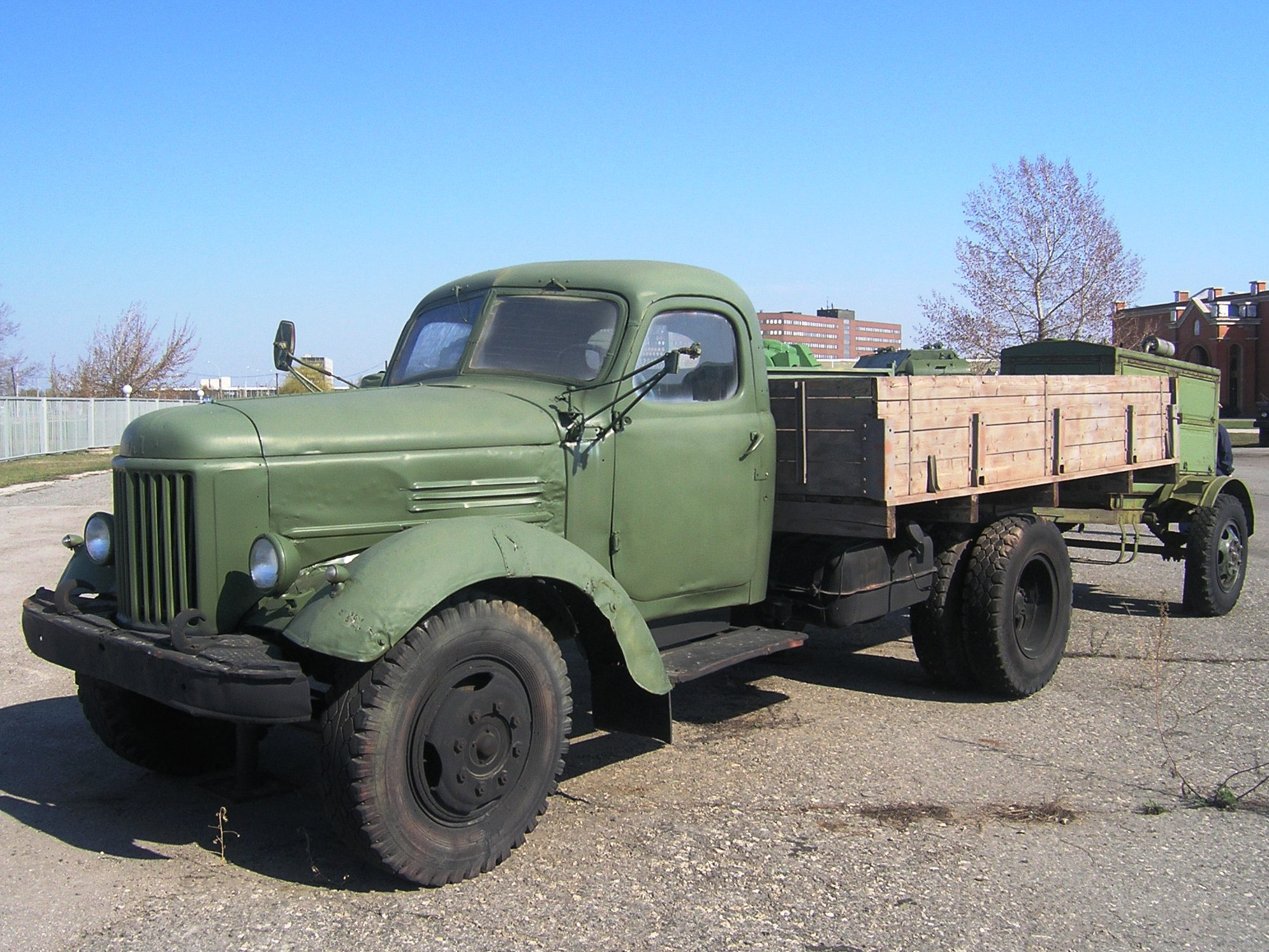
ZIL-164 dans un musée de Togliatti.

La production du ZIL-164 a commencé en octobre 1957. Dans le même temps, la production du prédécesseur ZIS-150, à partir duquel le camion avait également été développé, a été interrompue. Le nouveau moteur différait de la marque précédemment installée principalement par le fait qu'il était doté de culasses en alliage révisées. Cela a permis d'augmenter légèrement le rendement en augmentant le taux de compression. D'autres innovations comprenaient un système de freinage révisé, qui permettait désormais également d'atteler les remorques au système de freinage principal du véhicule. Visuellement, les véhicules se différenciaient principalement par la calandre modifiée, dont les entretoises s'étendaient désormais verticalement plutôt qu'horizontalement. Le châssis a été revu, tout comme l'habitacle. De plus, un préchauffeur de moteur a été installé et d'autres ajustements mineurs ont été effectués pour maintenir le camion opérationnel même à basse température,.
À partir de 1961, une version révisée du camion fut construite avec le ZIL-164A. La puissance a été augmentée à 100 ch (74 kW) et la boîte de vitesses et les amortisseurs avant ont été révisés. De plus, une nouvelle pompe d'injection a été utilisée. Les essieux arrière installés à partir de 1962 provenaient du ZIL-130, désormais produit en parallèle. Cependant, comme la conversion des installations de production a pris plus de temps que prévu, le ZIL-164 a été produit en parallèle pendant encore quelques années. Si la plupart des sources parlent de 1965 comme de la dernière année de construction, la fin décembre 1964 est également évoquée comme date de fin de production.
À partir de 1959, le Koutaïssi Avtomobilny Zavod a construit une version du ZIL-164, comme il avait auparavant construit une version du ZIS-150 avec le KAZ-150. Les véhicules sont reconnaissables à l'inscription « Koutaïssi Avtozavod » sur les côtés du capot et ont été spécialement adaptés aux conditions montagneuses de la Géorgie.
Le ZIL-164 a été utilisé dans les grandes usines jusqu'à la fin des années 1970, date à laquelle il a été remplacé par des camions plus modernes. Après cette période, la diffusion du camion a fortement diminué, ce qui, avec des véhicules comparables tels que l'UralZIS-355M ou le GAZ-51, avait façonné le paysage urbain de l'Union soviétique de son époque. Cependant, quelques exemples ont été utilisés jusque dans les années 1990. Son successeur, le ZIL-130, était encore produit en série jusqu'en 2010, soit près d'un demi-siècle.

## Versions du modèle
Au cours de la période de production relativement courte, diverses variantes du véhicule ont été produites. Cela comprenait des camions à plateau standard, des camionnette, des bus, des camions de pompiers et même un semi-tracteur.